# John Cushley
John Cushley (* 21. Januar 1943 in Hamilton; † 24. März 2008 in Bothwell) war ein schottischer Fußballspieler.

## Karriere
Cushley spielte bereits zu Schulzeiten mit Benny Rooney und Bobby Murdoch im Schulteam der Our Lady's High und kam über den Amateurklub Blantyre Celtic 1960 zum schottischen Spitzenklub Celtic Glasgow. Dort spielte er zunächst für das Reserveteam der Celts und gab am 27. März 1963 bei einer 0:6-Niederlage gegen Kilmarnock sein Debüt in der ersten Mannschaft. Während seiner Zeit bei Celtic stand Cushley stets im Schatten des drei Jahre älteren Mannschaftskapitäns und langjährigen Nationalspielers Billy McNeill, der auf der Mittelläufer-Position gesetzt war.
Zu einer längeren Serie an Einsätzen kam er im Winter 1965/66, als McNeill verletzungsbedingt längerfristig pausierte. In diese Zeit fiel ein 5:1-Erfolg über den Erzrivalen Rangers und die Viertelfinalpartien im Europapokal der Pokalsieger gegen Dynamo Kiew, als Cushley auch im Rückspiel trotz der Rückkehr McNeills seinen Platz im Team behielt. Erst durch eine Verletzung Anfang Februar verlor er seinen Stammplatz wieder, die Hinrunde 1966/67 verpasste er wegen eines während der US-Tournee 1966 erlittenen Bänderschadens. Cushley, der seinen Schulabschluss in Englisch, Spanisch, Latein und Geschichte machte und im Anschluss einen Master in Moderner Sprache an der Glasgow University erlangte, war auch ob seiner Fremdsprachenkenntnisse gefragt. 1964 begleitet er als Übersetzer Manager Jimmy McGrory nach Spanien, bei dem vergeblichen Versuch Alfredo Di Stéfano zu Celtic zu holen. Auch im Landesmeister-Finale 1967, als seine Mannschaftskameraden, die als Lisbon Lions in die Geschichte eingingen, durch einen 2:1-Erfolg über Inter Mailand erster britischer Europapokalsieger wurden, erhielt der als Reservespieler mitgereiste Cushley von Trainer Jock Stein eine Aufgabe: er sollte dafür sorgen, dass sich die fälschlicherweise auf der Celtic zugewiesenen Ersatzbank sitzenden Inter-Spieler entfernten.
Nachdem sich bereits 1965 Middlesbrough-Manager Raich Carter um eine Verpflichtung Cushleys bemüht hatte, wechselte er im Sommer 1967 für 25.000 Pfund Ablöse zum Londoner Klub West Ham United. Dort sollte er im Mittelfeld an der Seite von Bobby Moore Nachfolger von Ken Brown werden, wurde aber bereits nach 27 Spielen von Trainer Ron Greenwood durch Alan Stephenson ersetzt. Der bei den Fans beliebte Wilbur, wie er bei West Ham in Anlehnung an Wilbur Cush genannt wurde, kehrte 1970 nach Schottland zurück und schloss sich dort Dunfermline Athletic an. Von 1972 bis 1976 ließ er seine Karriere als Teilzeitprofi beim FC Dumbarton ausklingen, nebenher arbeitete er als Lehrer, einer Tätigkeit, der er schon während seiner Zeit bei West Ham nachging.
Nach seiner Fußballerkarriere intensivierte er seine Lehrtätigkeit, blieb dem Fußball aber in zahlreichen Positionen erhalten. Zunächst war er bei Dumbarton und Clyde tätig, anschließend fungierte er zwischen 1993 und 1995 als Scout für West Ham, bevor er in ähnliche Funktion für Celtic wirkte. Bei Beendigung seiner Lehrerlaufbahn 2003 war er Konrektor der St Ambrose High School und arbeitete im Anschluss wieder für Celtic als Education and Welfare Officer. In dieser Position war er für die schulische und berufliche Entwicklung und Beratung der Jugendspieler des Vereins verantwortlich.
2007 wurde bei Cushley ALS diagnostiziert und er beendete daraufhin seine Tätigkeit bei Celtic. Er verstarb im März 2008 in seinem Haus in Bothwell.

## Erfolge
- Europapokalsieger der Landesmeister: 1966/67 (ohne Einsatz, im Finale als Reservespieler dabei)
- Schottischer Meister: 1965/66, 1966/67
- Schottischer Pokalsieger: 1964/65, 1966/67 (in beiden Finals nicht eingesetzt)
- Schottischer Ligapokalsieger: 1965/66, 1966/67 (in beiden Finals nicht eingesetzt)